# Plymouth Barracuda
Der Plymouth Barracuda ist ein PKW, den der US-amerikanische Automobilhersteller Chrysler Corporation unter der Marke Plymouth in den Modelljahren 1964 bis 1974 herstellte.

## Modellgeschichte

### Barracuda (1964–1966)

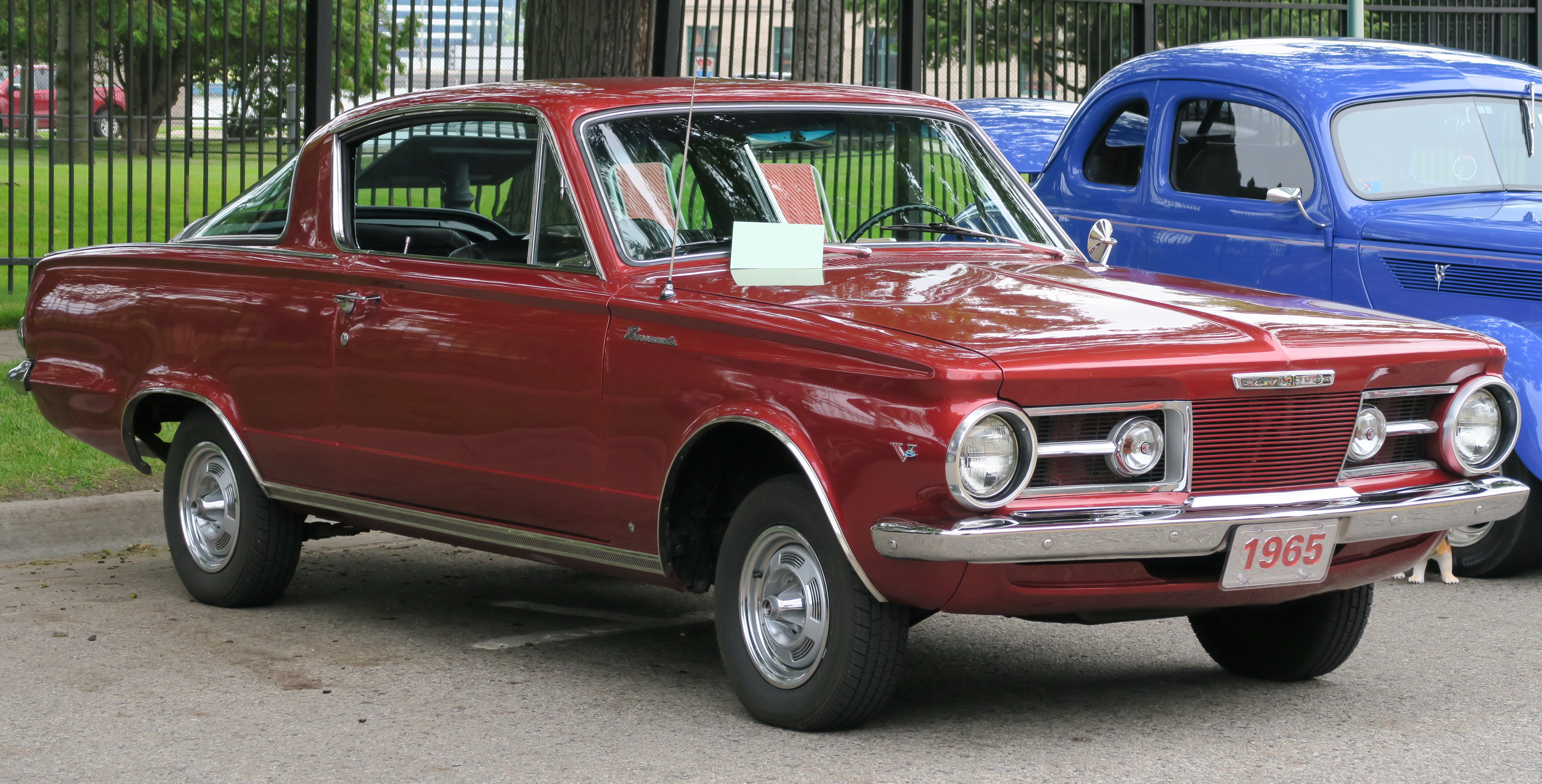
Barracuda Frontansicht (1965)

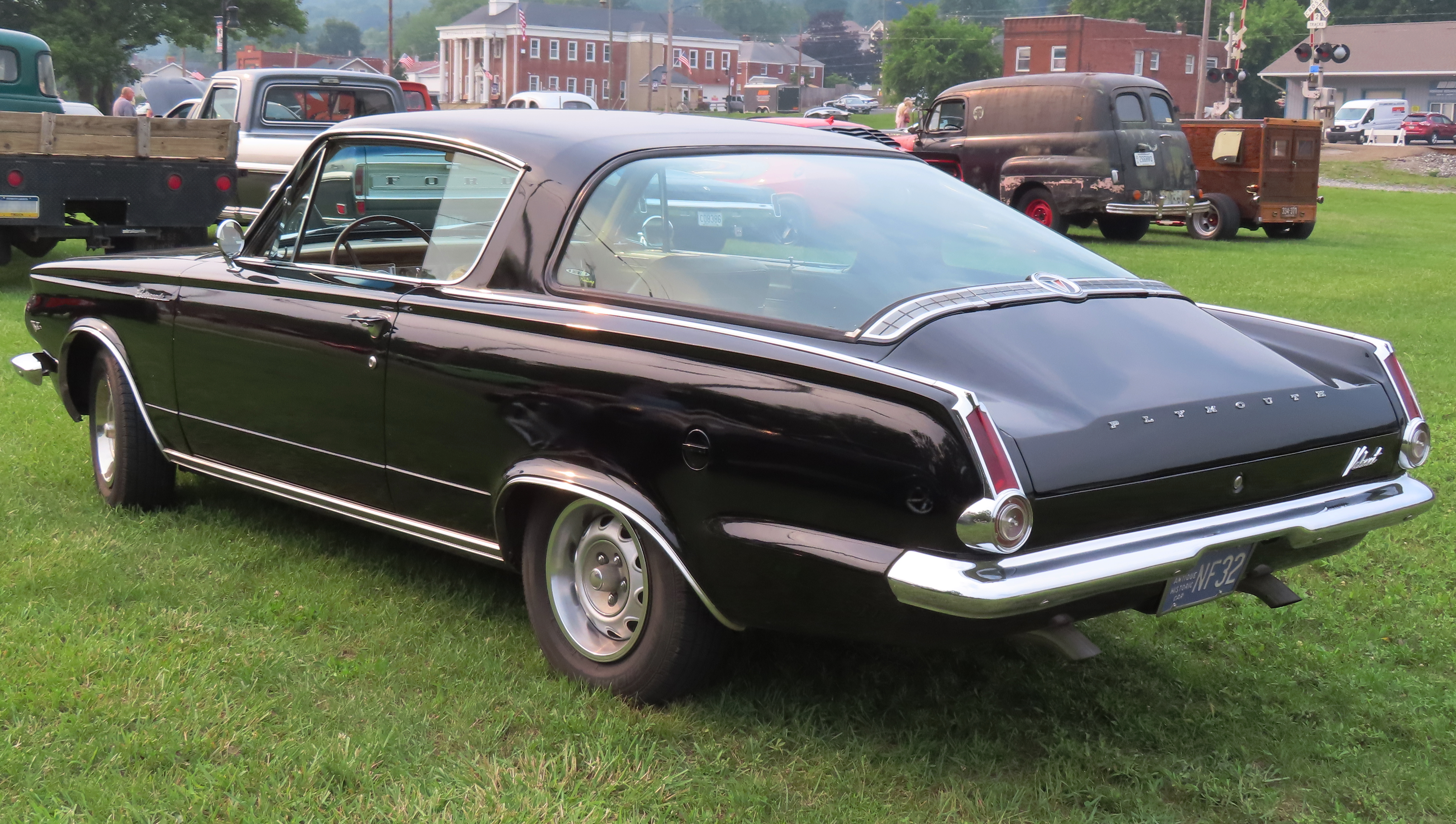
Barracuda Heckansicht (1964)

Alle Automobilhersteller der USA brachten Anfang bis Mitte der 1960er-Jahre sportliche Kompaktwagen auf den Markt. Chrysler wählte als Basis für seinen Kompakten das Modell Plymouth Valiant aus. Der Ford Mustang, der sich schließlich deutlich besser verkaufte als der Barracuda, sorgte für die Bezeichnung dieser Fahrzeugklasse als „Pony Car“, aber der Plymouth Barracuda Fastback erschien zwei Wochen früher, am 1. April 1964. Die Geschäftsleitung von Plymouth wollte den Wagen eigentlich „Panda“ nennen, was dem Konstrukteur allerdings nicht gefiel. Schließlich setzte sich John Samsen mit seinem Vorschlag „Barracuda“ durch. Namensgeber ist der gleichnamige Fisch.
Der Barracuda hatte vom Valiant den Radstand mit 2692 mm, die Motorhaube, die Umrahmungen der Scheinwerfer, die Windschutzscheibe, die vorderen Dreiecksfenster, die Kotflügel und die Stoßfänger; alle anderen Blechteile und Fenster waren neu. Er war ein typisches Hardtop-Coupé, dem die B-Säule fehlt. Die Verwendung der vorhandenen Plattform verringerte die Kosten von Entwicklung, für Werkzeuge und die Entwicklungszeit für das neue Modell. Die Fließheckform wurde mit einem 1,3 m² großen Panorama-Rückfenster ausgeführt, das bis zur weit nach vorn gesetzten C-Säule herumgezogen war. Dieses größte bis dahin in der Personenwagenserienfertigung verwendete Fenster wurde von Pittsburgh Plate Glass (PPG) hergestellt. Die europäische Chrysler-Niederlassung in Großbritannien (Chrysler Europe) übernahm dieses Design in Grundzügen für das 1967 vorgestellte Coupé Sunbeam Rapier.
Die Mechanik entsprach der des Valiant, einschließlich zweier Versionen des Chrysler Slant-6–Motors, einem 2,8-Liter-Sechszylinder-Reihenmotor (170 in3) mit 75 kW (101 SAE-PS) in der Grundausstattung und einem auf Wunsch lieferbaren mit 3,7 Liter (225 in3) mit 108 kW (145 SAE-PS), beide Sechszylinder hatte eine Verdichtung von 8,2 : 1. Ein ganz neuer 4,5-Liter-Chrysler-LA-V8-Motor (273 in3) mit 134 kW (180 SAE-PS) bei 4200 min−1 einer Verdichtung von 8,8 : 1 und einem Carter BBD-Doppelvergaser war die größte Maschine für 1964; die Leistung war also zunächst noch recht niedrig. Der Grundpreis für den Barracuda betrug 2512 US-$. 1964 war nicht nur das erste Jahr für den Barracuda, sondern auch das letzte Jahr, in dem die Druckknopfautomatik TorqueFlite angeboten wurde; somit war der 1964er-Barracuda der einzige mit dieser Ausstattung.

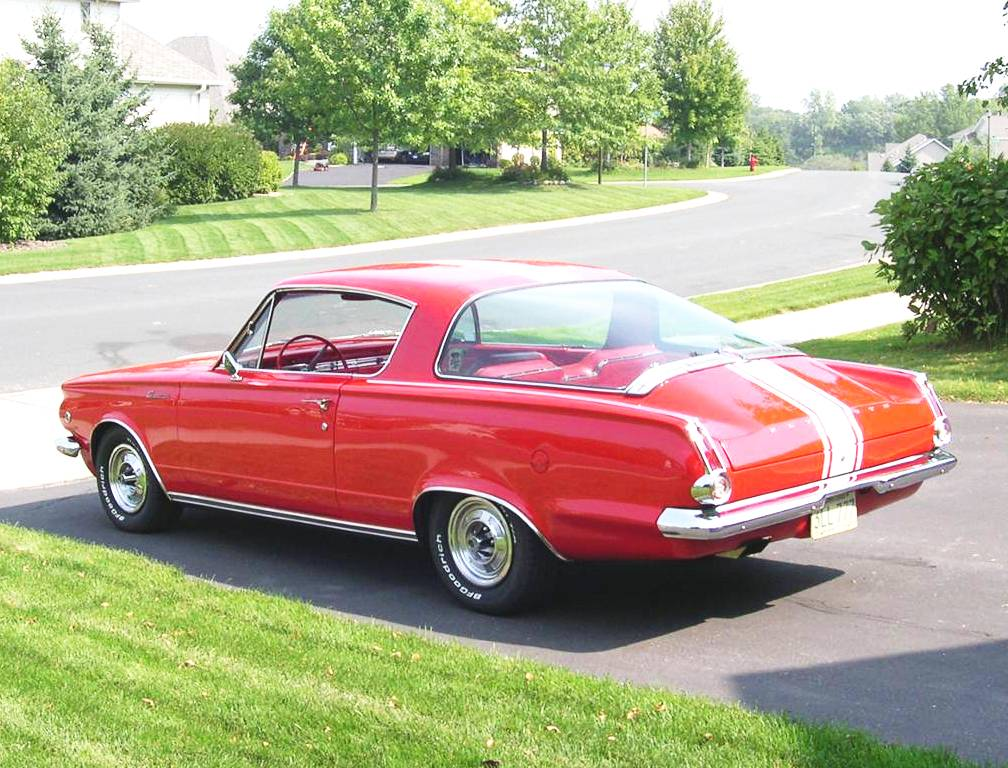
Plymouth Barracuda Formula S (1965)

Im Modelljahr 1965 wurde der 3,7-Liter-Motor zur Basismotorisierung für die USA; in Kanada blieb dies der 2,8 Liter. Da sich die Konkurrenz im „Pony-Car“-Segment verschärfte, gab es neue Sonderausstattungen: Eine Commando-Version des 4,5-Liter-Motors mit Doppel-Registervergaser, einer Verdichtung von 10,5 : 1, einer schärferen Nockenwelle und anderen Verbesserungen wurde eingeführt, die 175 kW (235 SAE-PS) bei 5200 min−1 leistete. Darüber hinaus gab es das Formula-S-Paket, das außer dem Commando-V8 eine verstärkte Radaufhängung, größere Räder und Reifen, besondere Embleme und einen Drehzahlmesser enthielt. Scheibenbremsen und Klimaanlage ab Werk wurden nach Beginn des Modelljahres eingeführt. Darüber hinaus wurden im Modelljahr 1965 die Kotflügel und Rücklichter des 1964er Barracuda für den Valiant übernommen (bis auf den Kombi, der seine eigenen Rücklichter bekam).

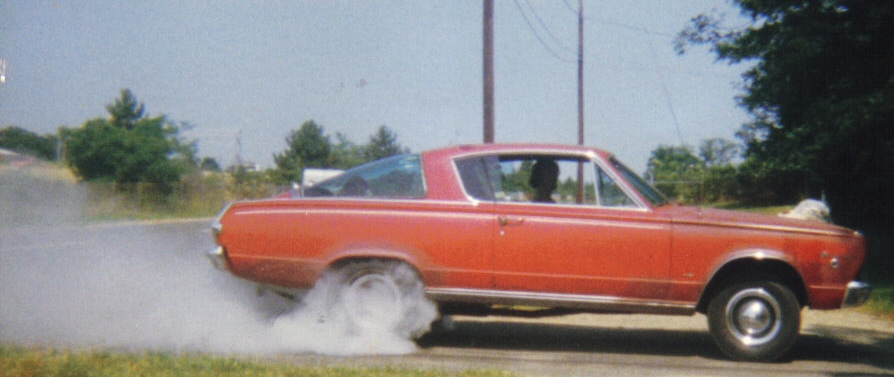
Plymouth Barracuda Formula S (1966)

1966 bekam der Barracuda neue Rücklichter, eine neue Front und ein neues Armaturenbrett. Letzteres bot Platz für Öldruckanzeige und Drehzahlmesser. Die Fahrzeugfront mit Ausnahme des Kühlergrills teilte sich der 1966er-Barracuda mit dem Valiant des gleichen Jahres, was den vorderen Kotflügeln eine eckigere Form verlieh. Die Deluxe-Modelle hatten zusätzlich auf den Kotflügeln montierte Blinkleuchten in Flossenform. Die Stoßfänger fielen größer aus und der Kühlergrill hatte ein solides Gitter. Erstmals gab es auf Wunsch eine Mittelkonsole.
Obwohl die ersten Barracudas den zeitgenössischen Valiant sehr ähnlich sahen, wollte sie Plymouth als eigene Modellreihe verstanden wissen. Also gab man den „Valiant“-Schriftzug, der noch auf dem Kofferraumdeckel der 1964er-Modelle erschien, 1965 auf. 1966 wurden die Wagen mit einem Barracuda-spezifischen, stilisierten Fischlogo ausgestattet, nur in Exportmärkten wie Kanada und Südafrika, in denen Valiant als eigene Automarke vermarktet wurde, blieb die Bezeichnung Valiant Barracuda, bis der Barracuda der 1. Generation 1969 eingestellt wurde.
Der Barracuda beeinflusste auch das Design anderer Chrysler-Fahrzeuge. Auf der anderen Seite des Atlantiks entwickelte die Chrysler-Gesellschaft in Großbritannien, die frühere Rootes-Gruppe, 1967 das auf dem Hillman Hunter basierende Sunbeam Rapier Fließheckcoupé, das auffällige Parallelen zum Barracuda der Modelljahre 1964–1966 zeigte, obwohl der für das Styling verantwortliche Design Director von Rootes, Roy Axe, jede direkte Verbindung abstritt.

### Barracuda (1967–1969)
Die zweite Generation des Barracuda hatte immer noch das A-Fahrgestell mit 2.692 mm Radstand und viele Komponenten des Valiant, war aber komplett überarbeitet und mit Barracuda-typischem Styling versehen worden. Auch wurde eine eigene Modellpalette einschließlich Cabriolets und Hardtop-Modellen mit Fließheck und Stufenheck angeboten. Die nach und nach erhöhten US-Sicherheitsstandards für PKWs in diesem Zeitraum bieten die Möglichkeit, die einzelnen Modelljahre der zweiten Barracuda-Generation zu unterscheiden: Die 1967er-Modelle haben noch keine Seitenleuchten oder -reflektoren an den Kotflügeln, die 1968er-Modelle runde Seitenleuchten ohne Reflektoren und die 1969er-Modelle rechteckige Seitenreflektoren ohne Leuchten.

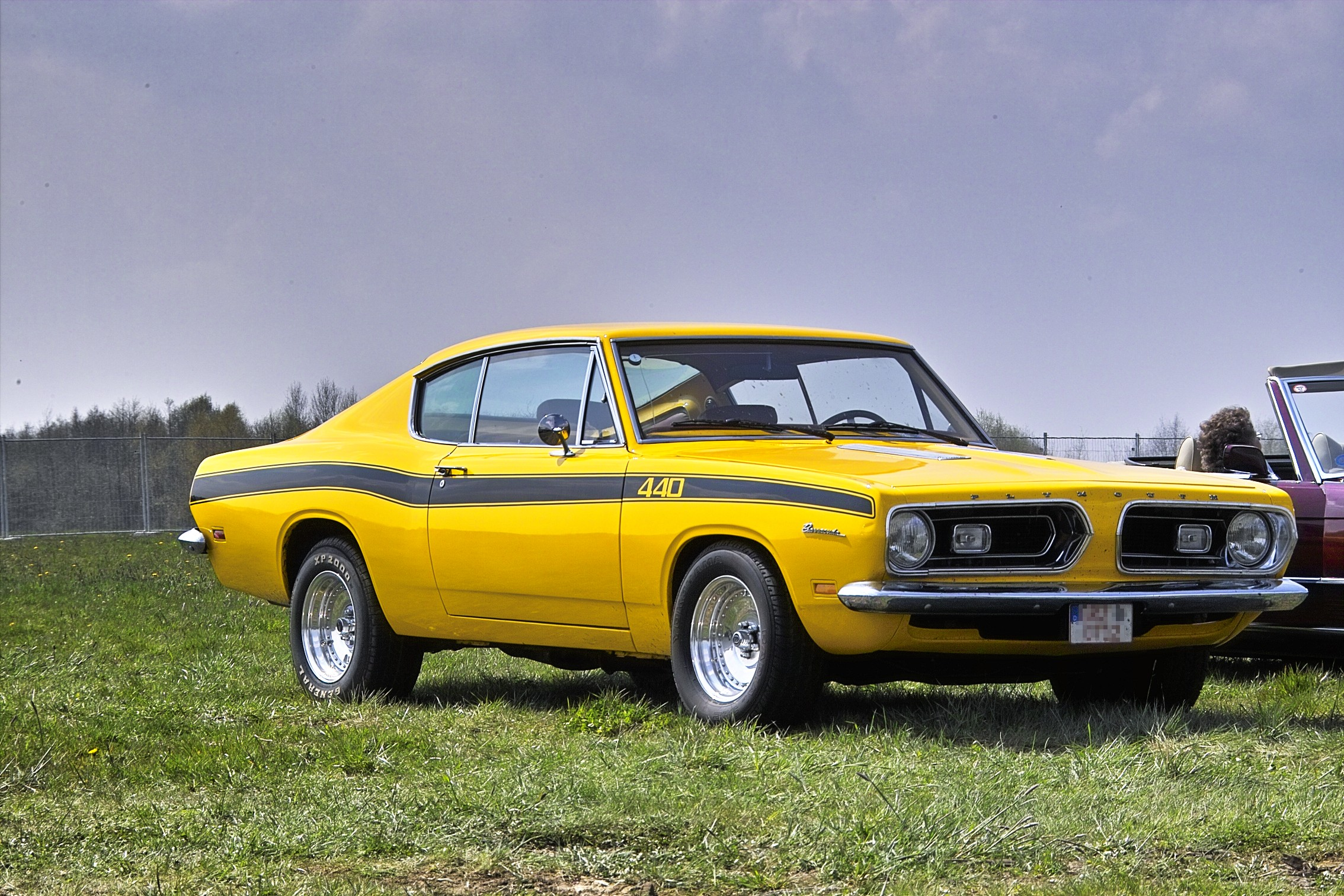
Plymouth Barracuda 440 (1969)

Da sich die „Pony-Car“-Klasse etabliert hatte und die Konkurrenz zunahm, überarbeitete Plymouth das Motorenangebot. Der „225-slant-6“–Motor  (3,7 Liter)  war immer noch die Basismotorisierung, die Möglichkeiten des V8 reichten 1967 vom 4,5 Liter mit Doppelvergaser oder Doppel-Registervergaser bis zum selten bestellten 6,3 Liter Chrysler-B-Big-Block.

1968 wurde der 4,5 Liter als kleinster V8 von einem 5,2-Liter-LA-Motor abgelöst und der neue Doppel-Registervergaser-LA-Motor mit 5,6 Liter eingeführt. 1969 war auch Chryslers größter V8, der RB-Motor mit 7,2 Litern Hubraum, verfügbar. Es gab sogar 50 Super-Stock-Barracudas ohne Straßenzulassung mit dem Chrysler-Hemi-Motor, die zusammen mit 50 Dodge Darts mit gleicher Ausstattung 1968 für Beschleunigungsrennen gebaut wurden. Für Südafrika bot man eine Hochleistungsversion mit 140 kW des 3,7-Liter-„slant-6“-Motors – „Charger Power“ genannt – an, der eine Verdichtung von 9,3:1, einen Doppelvergaser, eine schärfere Nockenwelle und ein Auspuffsystem mit weniger Widerstand hatte. Eine Handvoll Savage-GT-Fahrzeuge wurden ebenfalls gebaut. 

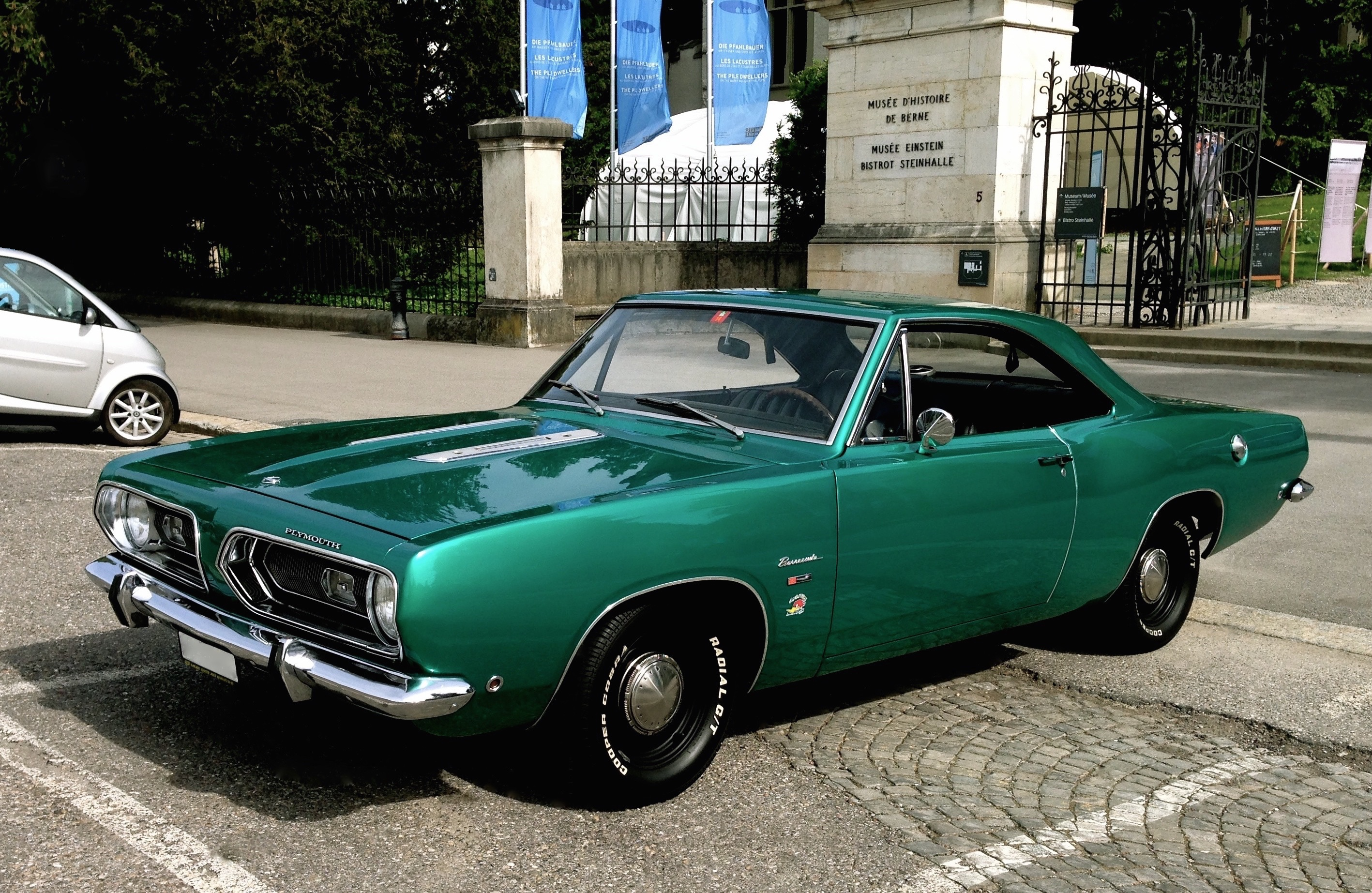
Plymouth Barracuda Notchback (1968)

1969 legte Plymouth mehr Augenmerk auf Verfügbarkeit und Marketing. Der 6,3-Liter-Motor leistete nun 243 kW und ein neues Ausstattungspaket namens Cuda wurde eingeführt. Der Cuda basierte auf dem Formula-S-Paket und war mit 5,6 oder 6,3 Litern Hubraum verfügbar.

### Barracuda (1970–1974)
1970 verlor der Barracuda jede Gemeinsamkeit mit dem Valiant. Das völlig neue 1970er-Modell stand auf einer kürzeren und breiteren Version des Chrysler-B-Fahrgestells, das sich E-Fahrgestell nannte. Das Fließheckmodell verschwand aus der Modellpalette, die nun nur noch aus Stufenheck- und Cabrioletmodellen bestand. Es gab auch ein Schwestermodell von Dodge, das den Namen Challenger erhielt; die beiden Fahrzeuge hatten jedoch keinerlei gemeinsame Blechteile und der Challenger hatte einen 5 cm längeren Radstand. Beide Fahrzeuge sahen sehr aggressiv aus und die Hochleistungsmodelle wurden wieder als Cuda verkauft. Der Motorraum des E-Fahrgestells war größer als der des früheren A-Fahrgestells, sodass nun der 7,0-Liter-Chrysler-Hemi-Motor regulär angeboten werden konnte.
Es gab zwei Sechszylindermotoren – ein neuer 3,2 Liter des „slant-6“ und der 225er (3,7 Liter) – ebenso wie sechs verschiedene V8-Motoren: mit 5,2 Liter, 5,6 Liter, 6,3 Liter, 7,2 Liter (mit Doppel-Registervergaser), 7,2 Liter (mit drei Doppelvergaser „Six Pack“) und mit 7,0 Liter Hubraum (letztere war die Chrysler-Hemi-Maschine). Die Fahrzeuge mit 7,0- und 7,2-Liter-Motoren hatten bessere Radaufhängungen und verstärkte Fahrwerke, um die Motorkraft auf die Straße zu bringen. Die Barracudas gab es mit Beschriftungssets, abgeänderten Motorhauben und einigen ungewöhnlichen „High-Impact“-Farben, wie Vitamin C, In-Violet und Moulin Rouge.
Die Rennfahrer Swede Savage und Dan Gurney fuhren baugleiche Werks-Cudas (All American Racers) in der 1970er Trans-Am-Serie mit besten Aussichten (3 Pole-Positions) und wenig Erfolg (kein erster Platz). Die AAR-Cudas waren mit 5,6-Liter-Achtzylindermotoren mit drei Doppelvergaser ausgestattet.
Mit dem 440-6 (7,2 Liter Hubraum, Sechsfachvergaser) und dem 426 Hemi (7,0 Liter Hubraum) wurden die Fahrleistungen der werksmäßig gefertigten Barracuda-Modelle legendär. Die Zeiten für die Viertelmeile lagen bei 13,7 Sekunden und 103 mph (165 km/h), bzw. 13,4 Sekunden und 108 mph (173 km/h). Diese Leistung hatte aber auch ihren Preis: Die Testberichte aus dieser Zeit kritisierten den engen, unkomfortablen Innenraum der Fahrzeuge und ihre extrem kleinen Kofferräume. Auch schlechtes Handling und mangelhafte Bremsleistung warf man ihnen vor, besonders wenn sie mit den größeren, schwereren Motoren ausgestattet waren.

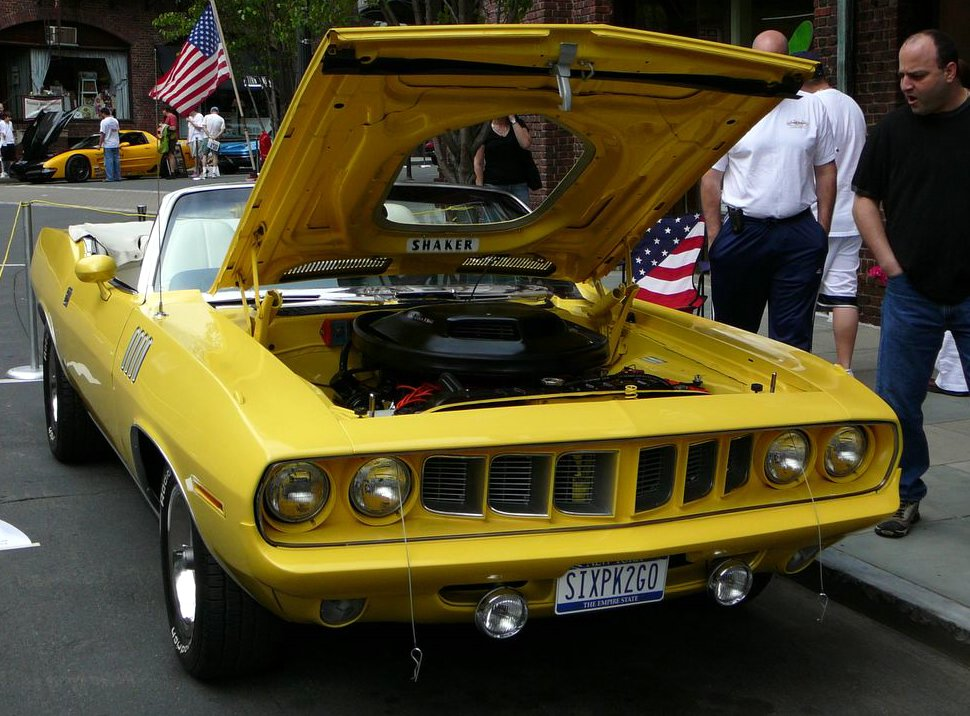
Plymouth Barracuda 440 (1971)

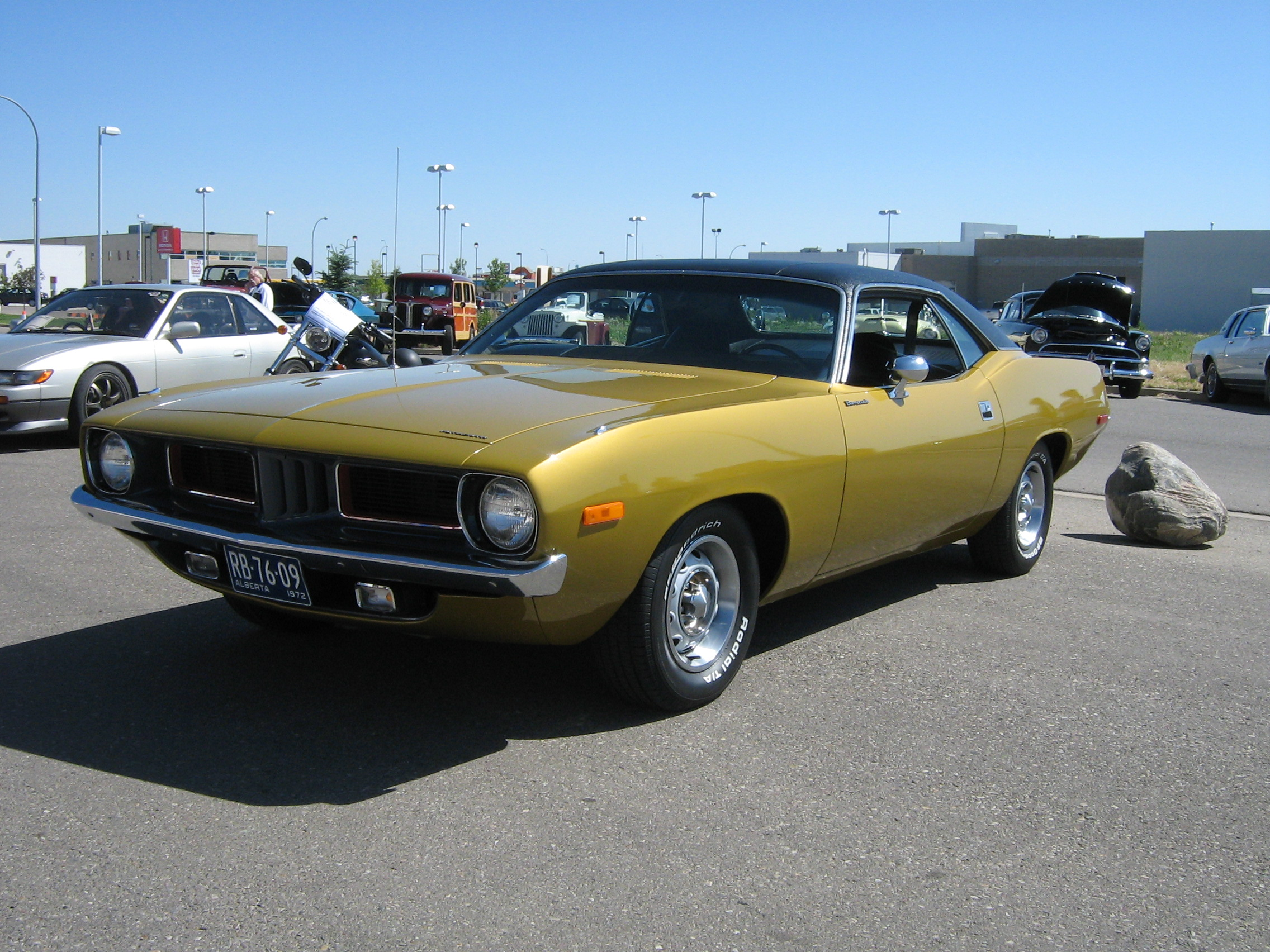
Plymouth Barracuda (1972)

1971 wurde der Barracuda leicht überarbeitet und erhielt einen neuen Kühlergrill und andere Rücklichter. 1971 war das einzige Modelljahr, in dem er mit vier Hauptscheinwerfern ausgestattet war, und auch das einzige Jahr mit Kotflügel-„Gills“. Die Motorenausstattung blieb die gleiche wie im Vorjahr, nur der 7,2-Liter-Motor mit Doppel-Registervergaser war nicht mehr erhältlich. Auch das Modell mit dem 426-Hemi-Motor (7,0 Liter) blieb, und das entsprechende Cabriolet von 1971 gilt heute als der seltenste und meistgesuchte Barracuda. Es wurden nur 12 Stück hergestellt, wovon sieben in den USA verblieben. Die sechs bis heute überlebenden wurden für jeweils 2.000.000 US-$ verkauft.
In den Modelljahren 1970 und 1971 gab es zwei bemerkenswerte Sonderausstattungen: den Shaker Hood (eine direkt mit dem Motor verbundene Lufthutze, die durch die Motorhaube ragt und mit dem Motor „schüttelt“) und die Dana-60-Hinterachse von Spicer. Den Shaker Hood gab es für die Motoren mit 5,6 Litern, 6,3 Litern, 7,2 Litern (Doppel-Registervergaser) und 7,2 Litern (Sechsfachvergaser), sowie für den 7,0-Liter-Hemi-Motor. Die massive (und schwere) Dana 60 mit 9¾″-Differential gab es als Serienausstattung zusammen mit dem handgeschalteten Getriebe und dem 7,2-Liter-Motor mit Sechsfachvergaser oder dem Hemi-Motor. Für Fahrzeuge mit Automatikgetriebe war sie als Sonderausstattung erhältlich. Alle Motoren waren in der Verdichtung etwas abgesenkt, um dem neuen Benzin mit weniger Bleizusatz Rechnung zu tragen.
Nach einer weiteren Überarbeitung von Kühlergrill und Rücklichtern 1972 blieb der Barracuda bis zum Produktionsende 1974 unverändert mit nur zwei Hauptscheinwerfern und vier Rücklichtern. Aber – wie bei allen anderen Fahrzeugen dieser Zeit – nahm die Leistung der Barracudas in diesen Jahren rapide ab, um den neuen Sicherheits- und Emissionsvorschriften zu entsprechen. Die Verdichtung der Motoren wurde Jahr für Jahr herabgesetzt, was auch ihre Leistungsausbeute verringerte. Zur selben Zeit wuchsen die Stoßfänger in Größe und Gewicht und 1973 mussten schwere Seitenaufprallschutzstreben in den Türen installiert werden.
1974 gab es nur noch die Motoren mit 5,2 Litern und 5,9 Litern Hubraum. Höhere Benzinpreise und Zuschläge auf die Versicherungsprämien für Hochleistungsfahrzeuge ließen viele Käufer das Interesse an diesen Autos verlieren; nach 1970 fielen die Verkaufszahlen rapide und am 1. April 1974, genau 10 Jahre nachdem die Fertigung des Barracuda begonnen hatte, wurde das Modell eingestellt.

#### Technische Daten
| Modell                          | 5.2                    |
| Zylinderzahl                    | V8                     |
| Hubraum (cm³)                   | 5211                   |
| Max. Leistung (kW/PS)           | 110/150 bei 4400 min−1 |
| Max. Drehmoment (Nm)            | 352 bei 2000 min−1     |
| Höchstgeschwindigkeit (km/h)    | 179                    |
| Getriebe (Serienmäßig)          | 3-Gang-Automatik       |
| Beschleunigung (0–100 km/h)     | 13,4 s                 |
| Verbrauch kombiniert (l/100 km) | 14,0 S                 |
| Tankinhalt                      | - l                    |
| Preis (1974)                    | 3252 US-Dollar         |

## Status als Oldtimer
Der Barracuda ist heute eines der gesuchtesten Pony- und Muscle-Cars, welches entsprechend hohe Preise erzielt. Dabei ist die Seltenheit bestimmter Modelle und Ausstattungskombinationen hauptsächlich auf das mangelnde Interesse der damaligen Käufer zurückzuführen.
2007 verbreitete die Zeitschrift Motor Trend ein Gerücht, wonach Chrysler den Barracuda 2009 zusammen mit dem wieder erstandenen Dodge Challenger neu auflegen wolle, um gegen den Ford Mustang und Chevrolet Camaro anzutreten. Da aber die Marke Plymouth 2001 eingestellt wurde, solle der neue Barracuda als Chrysler erscheinen. Ein Mitglied der Chrysler-Geschäftsleitung bezeichnete das aber als unwahrscheinlich, womit er recht behielt.